# Teófilo de Antioquia
Teófilo de Antioquia (?-186). Teólogo, escritor cristão, apologista e Padre da Igreja que, segundo os dados que chegaram até aos dias de hoje, foi o sexto bispo de Antioquia, da Síria, reinando entre 169 e 182 ou 188.

## Biografia
Tendo nascido numa família pagã, natural de uma localidade situada perto do rio Eufrates, nos confins do Império Romano não muito longe da Pérsia, Teófilo recebeu uma sólida formação literária e somente tomou a resolução de se converter à fé cristã após ter conhecido e estudado profundamente a Bíblia. Pouco se sabe acerca da sua vida, mas segundo o que Eusébio de Cesareia escreveu na sua "História Eclesiástica" (IV.20), terá sido o quinto sucessor de Pedro enquanto bispo desta cidade síria, numa informação atestada, também, por São Jerónimo (em De Viris Illustribus 25).

## A produção teológica
Não se conhece quase nada acerca da obra literária deste autor, mas pelos relatos em segunda mãos - citações e comentários - a mesma deve ter sido extraordinariamente extensa. De ele conservou-se um escrito apologético, dividido em três partes, dirigido ao seu amigo Autólico - "Três Livros a Autólico" - que, pelos seus dados internos, terá sido escrito entre 179 e 181. Esta trata-se de uma obra em defesa dos cristãos que continuavam a ser perseguidos no Império Romano. Como era frequente na Antiguidade, Autólico não terá sido uma figura histórica, mas encarna e personaliza um tipo de pessoa pagã que não devia ser rara nos finais do século II: pessoa culta, conhecedora de outras pessoas igualmente cultas e até de alguns cristãos a quem repudiava por achar as suas doutrinas demasiado simplicistas. Nesta obra Teófilo procura, com enorme elegância e clareza de linguagem, debater tais críticas e convidar o seu possível leitor a ousar aprofundar os seus conhecimentos acerca da fé cristã, defendendo, ainda, de modo acérrimo a moral exemplar dos cristãos. Teófilo foi, ainda, o primeiro autor cristão a escrever um comentário exegético ao livro do Génesis, propondo já então uma interpretação de tendência alegórica (veja Escola de Antioquia). Escreveu, ainda, um "Comentário aos Evangelhos" que se perdeu.

## Esboço de um pensamento
| “ | O Filho é-o não ao modo pelo qual os poetas e mitógrafos falam dos filhos dos deuses nascidos por união carnal, mas enquanto "Verbo imanente" que desde sempre está no coração de Deus. E quando Deus deliberou fazer o que desde sempre desejou, engendrou o "Verbo emitido" como primogénito de toda a criação, que não é senão o "Verbo imanente" agindo na criação | ” |
|   | — Três Livros a Autólico II, 22, Teófilo de Antioquia. |   |

Teófilo foi o primeiro autor cristão a ensinar explicitamente que os livros do Novo Testamento procedem de autores inspirados - à semelhança do que já era admitido a respeito dos do Antigo Testamento - afirmando que, assim, possuiam valor análogo às antigas Escrituras. Doutrinariamente é de particular interesse a sua tentativa de exposição e explicação da doutrina trinitária: foi, mesmo, o primeiro autor a apresentar a distinção na mesma Pessoa - que ao não ser, ainda hoje, entendida e aceite entre muitas denominações cristãs levam muitos a negar a plena divindade de Jesus Cristo - entre o "Logos endiáthetos" - na sua linguagem - isto é, o "Logos "imanente" ou "eterno" ("imanente", em linguagem teológica posterior), que está em e com Deus-Pai desde a eternidade, e o "Logos proforikós" - na sua linguagem - isto é, "Logos "proferido" ou "emitido" ("económico", em linguagem teológica posterior) como matriz e instrumento da criação desde o começo dos tempos. Teófilo foi, ainda, o primeiro autor a usar a palavra "Τριας" - "Trias" - para se referir à unidade na distinção das três pessoas divinas..